# Míchel Salgado
Miguel Ángel Salgado Fernández (As Neves, 22 ottobre 1975) è un dirigente sportivo, allenatore di calcio ed ex calciatore spagnolo, di ruolo terzino destro, commissario tecnico della nazionale Under-15 saudita e proprietario del Fursan Hispania.

## Carriera

### Club
Nato ad As Neves, in Galizia, cominciò la sua carriera nelle giovanili del Celta Vigo, debuttando in prima squadra il 22 gennaio 1995 nella sconfitta per 4-0 contro il Real Madrid. Dopo un anno in prestito al Salamanca, tornò nel Celta dove divenne titolare inamovibile. Durante la sua militanza con il Celta, ha avuto un incidente con Juninho Paulista dell'Atlético Madrid nel febbraio 1998: dopo un'entrata pericolosa, che andò a segno nel modo sbagliato, il difensore è stato fuori sei mesi, perdendo anche la Coppa del mondo 1998.
Nel 1999 fu acquistato dal Real Madrid per 11 milioni di euro. Nella sua prima stagione totalizza 29 presenze in Liga, aiutando la squadra a vincere la Champions League. Fu titolare nella squadra per le sue prime sette stagioni, tuttavia durante la stagione 2006-2007 venne relegato in panchina dall'ex Siviglia Sergio Ramos. È stato comunque in grado di contribuire con 16 presenze al 30º titolo delle merengues, principalmente come rimpiazzo degli infortunati Pepe e Ramos, venendo spostato al centro della difesa. Ha giocato molto raramente nelle successive due stagioni (17 presenze totali), venendo espulso il 31 maggio 2009 nella sconfitta per 2-1 contro l'Osasuna (5º sconfitta consecutiva per il Real) nella partita finale della stagione 2008-2009. Rescinde il suo contratto con il Real durante la preparazione per la stagione 2009-2010.
Il 19 agosto 2009, dopo dieci anni di militanza nella squadra merengue e a quasi 34 anni, firma per gli inglesi del Blackburn Rovers con un contratto biennale dopo aver impressionato l'allenatore Sam Allardyce dopo un periodo di prova. Ribadì più volte di voler giocare con il Blackburn fino al suo ritiro. Debuttò con la nuova squadra il 12 settembre contro il Wolverhampton (vittoria in casa per 3-1), entrando negli ultimi minuti al posto di Lars Jacobsen. Segnò il suo primo e unico gol con la maglia del Blackburn contro il Peterborough United in Coppa di Lega.
Il 28 gennaio 2011, a 35 anni, rinnova il suo contratto fino al 30 giugno 2012. Fu titolare durante la prima parte della stagione 2011-2012, prima di infortunarsi. Nel dicembre 2011 l'allenatore del Blackburn rivelò che Salgado era stato messo fuori rosa in quanto il suo contratto prevedeva un rinnovo automatico nel caso che il giocatore avesse disputato più di 9 partite, ma la squadra non era in grado di rispettare i termini.
Salgado è uscito di nuovo dal ritiro nell'aprile 2018, partendo per Panama, firmando per l'Independiente FC ed esordendo nell'1-1 contro il CD Plaza Amador nei quarti di finale del torneo panamense di Clausura. Il 5 febbraio 2021 è stato nominato direttore del calcio del Pafos FC, squadra della prima divisione cipriota.

### Nazionale
Ha collezionato presenze nelle nazionali della Spagna Under-18, Under-19 e Under-20; con quest'ultima selezione partecipò al mondiale del 1995. Con l'Under-21 fu convocato al Campionato europeo di categoria del 1998 che vinse.
Esordì in nazionale maggiore il 5 settembre 1998, nella gara contro Cipro, valida per le qualificazioni all'europeo 2000, giocando titolare. Con le furie rosse ha preso parte agli europei del 2000 e al mondiale del 2006; ha dovuto saltare gli europei del 2004, sostituito da Joan Capdevila, a causa di un infortunio. Ha totalizzato in otto anni (tra il 1998 e il 2006) 53 presenze, senza mettere a segno reti.

### Allenatore
Il 5 settembre 2018 viene nominato vice allenatore di Javier Aguirre alla guida della Egitto.

## Statistiche

### Presenze e reti nei club
| Stagione             | Squadra                      | Campionato           | Campionato | Campionato | Coppe nazionali | Coppe nazionali | Coppe nazionali | Coppe continentali | Coppe continentali | Coppe continentali | Altre coppe | Altre coppe | Altre coppe | Totale | Totale |
| Stagione             | Squadra                      | Comp                 | Pres       | Reti       | Comp            | Pres            | Reti            | Comp               | Pres               | Reti               | Comp        | Pres        | Reti        | Pres   | Reti   |
| -------------------- | ---------------------------- | -------------------- | ---------- | ---------- | --------------- | --------------- | --------------- | ------------------ | ------------------ | ------------------ | ----------- | ----------- | ----------- | ------ | ------ |
| 1993-1994            | Celta Turista                | SDB                  | 20         | 1          |                 | -               | -               | -                  | -                  | -                  | -           | -           | -           | 20     | 1      |
| 1994-1995            | Celta Turista                | TD                   | 15         | 2          |                 | -               | -               | -                  | -                  | -                  | -           | -           | -           | 15     | 2      |
| Totale Celta Turista | Totale Celta Turista         | Totale Celta Turista | 35         | 3          |                 | -               | -               |                    | -                  | -                  |             | -           | -           | 35     | 3      |
| 1994-1995            | Celta Vigo                   | PD                   | 14         | 0          | CR              | 1               | 0               | -                  | -                  | -                  | -           | -           | -           | 15     | 0      |
| 1995-1996            | Celta Vigo                   | PD                   | 18         | 0          | CR              | 5               | 0               | -                  | -                  | -                  | -           | -           | -           | 23     | 0      |
| 1996-1997            | Salamanca                    | SD                   | 36         | 1          | CR              | 2               | 0               | -                  | -                  | -                  | -           | -           | -           | 38     | 1      |
| giu.1997             | CD Lalín                     | TD                   | 0+4        | 0+0        |                 | -               | -               | -                  | -                  | -                  | -           | -           | -           | 4      | 0      |
| 1997-1998            | Celta Vigo                   | PD                   | 25         | 0          | CR              | 5               | 0               | -                  | -                  | -                  | -           | -           | -           | 30     | 0      |
| 1998-1999            | Celta Vigo                   | PD                   | 35         | 3          | CR              | 2               | 0               | CU                 | 7                  | 0                  | -           | -           | -           | 44     | 3      |
| Totale Celta de Vigo | Totale Celta de Vigo         | Totale Celta de Vigo | 92         | 3          |                 | 13              | 0               |                    | 7                  | 0                  |             | -           | -           | 112    | 3      |
| 1999-2000            | Real Madrid                  | PD                   | 29         | 0          | CR              | 4               | 0               | UCL                | 15                 | 0                  | CM          | 3           | 0           | 51     | 0      |
| 2000-2001            | Real Madrid                  | PD                   | 27         | 1          | CR              | 0               | 0               | UCL                | 11                 | 0                  | SU+CI       | 1+0         | 0+0         | 39     | 1      |
| 2001-2002            | Real Madrid                  | PD                   | 35         | 0          | CR              | 5               | 0               | UCL                | 14                 | 0                  | SS          | 2           | 0           | 56     | 0      |
| 2002-2003            | Real Madrid                  | PD                   | 35         | 0          | CR              | 0               | 0               | UCL                | 15                 | 1                  | SU+CI       | 1+1         | 0+0         | 52     | 1      |
| 2003-2004            | Real Madrid                  | PD                   | 35         | 1          | CR              | 7               | 0               | UCL                | 10                 | 0                  | SS          | 2           | 0           | 54     | 1      |
| 2004-2005            | Real Madrid                  | PD                   | 30         | 2          | CR              | 1               | 0               | UCL                | 9                  | 0                  | -           | -           | -           | 40     | 2      |
| 2005-2006            | Real Madrid                  | PD                   | 27         | 0          | CR              | 3               | 0               | UCL                | 5                  | 0                  | -           | -           | -           | 35     | 0      |
| 2006-2007            | Real Madrid                  | PD                   | 16         | 0          | CR              | 0               | 0               | UCL                | 1                  | 0                  | -           | -           | -           | 17     | 0      |
| 2007-2008            | Real Madrid                  | PD                   | 8          | 0          | CR              | 4               | 0               | UCL                | 2                  | 0                  | SS          | 0           | 0           | 14     | 0      |
| 2008-2009            | Real Madrid                  | PD                   | 9          | 0          | CR              | 2               | 0               | UCL                | 1                  | 0                  | SS          | 1           | 0           | 13     | 0      |
| Totale Real Madrid   | Totale Real Madrid           | Totale Real Madrid   | 251        | 4          |                 | 26              | 0               |                    | 83                 | 1                  |             | 11          | 0           | 371    | 5      |
| 2009-2010            | Blackburn                    | PL                   | 21         | 0          | FACup+CdL       | 1+4             | 0+1             | -                  | -                  | -                  | -           | -           | -           | 26     | 1      |
| 2010-2011            | Blackburn                    | PL                   | 36         | 0          | FACup+CdL       | 2+0             | 0               | -                  | -                  | -                  | -           | -           | -           | 38     | 0      |
| 2011-2012            | Blackburn                    | PL                   | 9          | 0          | FACup+CdL       | 0               | 0               | -                  | -                  | -                  | -           | -           | -           | 9      | 0      |
| Totale Blackburn     | Totale Blackburn             | Totale Blackburn     | 66         | 0          |                 | 7               | 1               |                    | -                  | -                  |             | -           | -           | 73     | 1      |
| apr.2018             | Independiente de la Chorrera | LP                   | 1          | 0          |                 | -               | -               | -                  | -                  | -                  | -           | -           | -           | 1      | 0      |
| Totale Carriera      | Totale Carriera              | Totale Carriera      | 481+4      | 11+0       |                 | 48              | 1               |                    | 90                 | 1                  |             | 11          | 0           | 634    | 13     |

### Cronologia presenze e reti in Nazionale
| Cronologia completa delle presenze e delle reti in nazionale ― Spagna | Cronologia completa delle presenze e delle reti in nazionale ― Spagna | Cronologia completa delle presenze e delle reti in nazionale ― Spagna | Cronologia completa delle presenze e delle reti in nazionale ― Spagna | Cronologia completa delle presenze e delle reti in nazionale ― Spagna | Cronologia completa delle presenze e delle reti in nazionale ― Spagna | Cronologia completa delle presenze e delle reti in nazionale ― Spagna | Cronologia completa delle presenze e delle reti in nazionale ― Spagna |
| Data                                                                  | Città                                                                 | In casa                                                               | Risultato                                                             | Ospiti                                                                | Competizione                                                          | Reti                                                                  | Note                                                                  |
| --------------------------------------------------------------------- | --------------------------------------------------------------------- | --------------------------------------------------------------------- | --------------------------------------------------------------------- | --------------------------------------------------------------------- | --------------------------------------------------------------------- | --------------------------------------------------------------------- | --------------------------------------------------------------------- |
| 5-9-1998                                                              | Limassol                                                              | Cipro                                                                 | 3 – 2                                                                 | Spagna                                                                | Qual. Euro 2000                                                       | -                                                                     |                                                                       |
| 14-10-1998                                                            | Tel Aviv                                                              | Israele                                                               | 1 – 2                                                                 | Spagna                                                                | Qual. Euro 2000                                                       | -                                                                     |                                                                       |
| 18-11-1998                                                            | Salerno                                                               | Italia                                                                | 2 – 2                                                                 | Spagna                                                                | Amichevole                                                            | -                                                                     |                                                                       |
| 27-3-1999                                                             | Valencia                                                              | Spagna                                                                | 9 – 0                                                                 | Austria                                                               | Qual. Euro 2000                                                       | -                                                                     |                                                                       |
| 31-3-1999                                                             | Serravalle                                                            | San Marino                                                            | 0 – 6                                                                 | Spagna                                                                | Qual. Euro 2000                                                       | -                                                                     |                                                                       |
| 5-5-1999                                                              | Siviglia                                                              | Spagna                                                                | 3 – 1                                                                 | Croazia                                                               | Amichevole                                                            | -                                                                     |                                                                       |
| 5-6-1999                                                              | Vila-real                                                             | Spagna                                                                | 9 – 0                                                                 | San Marino                                                            | Qual. Euro 2000                                                       | -                                                                     | 60’                                                                   |
| 18-8-1999                                                             | Varsavia                                                              | Polonia                                                               | 1 – 2                                                                 | Spagna                                                                | Amichevole                                                            | -                                                                     | Ammonizione                                                           |
| 4-9-1999                                                              | Vienna                                                                | Austria                                                               | 1 – 3                                                                 | Spagna                                                                | Qual. Euro 2000                                                       | -                                                                     |                                                                       |
| 8-9-1999                                                              | Badajoz                                                               | Spagna                                                                | 8 – 0                                                                 | Cipro                                                                 | Qual. Euro 2000                                                       | -                                                                     |                                                                       |
| 10-10-1999                                                            | Albacete                                                              | Spagna                                                                | 3 – 0                                                                 | Israele                                                               | Qual. Euro 2000                                                       | -                                                                     | 83’                                                                   |
| 13-11-1999                                                            | Vigo                                                                  | Spagna                                                                | 0 – 0                                                                 | Brasile                                                               | Amichevole                                                            | -                                                                     |                                                                       |
| 3-6-2000                                                              | Göteborg                                                              | Svezia                                                                | 1 – 1                                                                 | Spagna                                                                | Amichevole                                                            | -                                                                     |                                                                       |
| 13-6-2000                                                             | Rotterdam                                                             | Spagna                                                                | 0 – 1                                                                 | Norvegia                                                              | Euro 2000 - 1º turno                                                  | -                                                                     |                                                                       |
| 18-6-2000                                                             | Amsterdam                                                             | Slovenia                                                              | 1 – 2                                                                 | Spagna                                                                | Euro 2000 - 1º turno                                                  | -                                                                     |                                                                       |
| 21-6-2000                                                             | Bruges                                                                | Jugoslavia                                                            | 3 – 4                                                                 | Spagna                                                                | Euro 2000 - 1º turno                                                  | -                                                                     | 46’                                                                   |
| 25-6-2000                                                             | Bruges                                                                | Spagna                                                                | 1 – 2                                                                 | Francia                                                               | Euro 2000 - Quarti di finale                                          | -                                                                     | 64’                                                                   |
| 13-2-2002                                                             | Barcellona                                                            | Spagna                                                                | 1 – 1                                                                 | Portogallo                                                            | Amichevole                                                            | -                                                                     | 46’                                                                   |
| 7-9-2002                                                              | Atene                                                                 | Grecia                                                                | 0 – 2                                                                 | Spagna                                                                | Qual. Euro 2004                                                       | -                                                                     | 48’                                                                   |
| 12-10-2002                                                            | Albacete                                                              | Spagna                                                                | 3 – 0                                                                 | Irlanda del Nord                                                      | Qual. Euro 2004                                                       | -                                                                     |                                                                       |
| 16-10-2002                                                            | Logroño                                                               | Spagna                                                                | 0 – 0                                                                 | Paraguay                                                              | Amichevole                                                            | -                                                                     |                                                                       |
| 20-11-2002                                                            | Granada                                                               | Spagna                                                                | 1 – 0                                                                 | Bulgaria                                                              | Amichevole                                                            | -                                                                     |                                                                       |
| 12-2-2003                                                             | Las Palmas                                                            | Spagna                                                                | 3 – 1                                                                 | Germania                                                              | Amichevole                                                            | -                                                                     |                                                                       |
| 29-3-2003                                                             | Kiev                                                                  | Ucraina                                                               | 2 – 2                                                                 | Spagna                                                                | Qual. Euro 2004                                                       | -                                                                     |                                                                       |
| 2-4-2003                                                              | León                                                                  | Spagna                                                                | 3 – 0                                                                 | Armenia                                                               | Qual. Euro 2004                                                       | -                                                                     |                                                                       |
| 30-4-2003                                                             | Madrid                                                                | Spagna                                                                | 4 – 0                                                                 | Ecuador                                                               | Amichevole                                                            | -                                                                     | 46’                                                                   |
| 7-6-2003                                                              | Saragozza                                                             | Spagna                                                                | 0 – 1                                                                 | Grecia                                                                | Qual. Euro 2004                                                       | -                                                                     |                                                                       |
| 6-9-2003                                                              | Guimarães                                                             | Portogallo                                                            | 0 – 3                                                                 | Spagna                                                                | Amichevole                                                            | -                                                                     | 53’                                                                   |
| 10-9-2003                                                             | Elche                                                                 | Spagna                                                                | 2 – 1                                                                 | Ucraina                                                               | Qual. Euro 2004                                                       | -                                                                     |                                                                       |
| 11-10-2003                                                            | Erevan                                                                | Armenia                                                               | 0 – 4                                                                 | Spagna                                                                | Qual. Euro 2004                                                       | -                                                                     |                                                                       |
| 15-11-2003                                                            | Valencia                                                              | Spagna                                                                | 2 – 1                                                                 | Norvegia                                                              | Qual. Euro 2004                                                       | -                                                                     |                                                                       |
| 19-11-2003                                                            | Oslo                                                                  | Norvegia                                                              | 0 – 3                                                                 | Spagna                                                                | Qual. Euro 2004                                                       | -                                                                     |                                                                       |
| 18-2-2004                                                             | Barcellona                                                            | Spagna                                                                | 2 – 1                                                                 | Perù                                                                  | Amichevole                                                            | -                                                                     | 46’                                                                   |
| 31-3-2004                                                             | Gijón                                                                 | Spagna                                                                | 2 – 0                                                                 | Danimarca                                                             | Amichevole                                                            | -                                                                     | 46’                                                                   |
| 28-4-2004                                                             | Genova                                                                | Italia                                                                | 1 – 1                                                                 | Spagna                                                                | Amichevole                                                            | -                                                                     | 46’                                                                   |
| 18-8-2004                                                             | Las Palmas                                                            | Spagna                                                                | 3 – 2                                                                 | Venezuela                                                             | Amichevole                                                            | -                                                                     | 37’                                                                   |
| 8-9-2004                                                              | Zenica                                                                | Bosnia ed Erzegovina                                                  | 1 – 1                                                                 | Spagna                                                                | Qual. Mondiali 2006                                                   | -                                                                     |                                                                       |
| 9-10-2004                                                             | Santander                                                             | Spagna                                                                | 2 – 0                                                                 | Belgio                                                                | Qual. Mondiali 2006                                                   | -                                                                     |                                                                       |
| 13-10-2004                                                            | Vilnius                                                               | Lituania                                                              | 1 – 1                                                                 | Spagna                                                                | Qual. Mondiali 2006                                                   | -                                                                     | 77’                                                                   |
| 17-11-2004                                                            | Madrid                                                                | Spagna                                                                | 1 – 0                                                                 | Inghilterra                                                           | Amichevole                                                            | -                                                                     |                                                                       |
| 9-2-2005                                                              | Almería                                                               | Spagna                                                                | 5 – 0                                                                 | San Marino                                                            | Qual. Mondiali 2006                                                   | -                                                                     |                                                                       |
| 4-6-2005                                                              | Valencia                                                              | Spagna                                                                | 1 – 0                                                                 | Lituania                                                              | Qual. Mondiali 2006                                                   | -                                                                     |                                                                       |
| 8-6-2005                                                              | Valencia                                                              | Spagna                                                                | 1 – 1                                                                 | Bosnia ed Erzegovina                                                  | Qual. Mondiali 2006                                                   | -                                                                     |                                                                       |
| 17-8-2005                                                             | Gijón                                                                 | Spagna                                                                | 2 – 0                                                                 | Uruguay                                                               | Amichevole                                                            | -                                                                     | 39’ 60’                                                               |
| 7-9-2005                                                              | Madrid                                                                | Spagna                                                                | 1 – 1                                                                 | Serbia e Montenegro                                                   | Qual. Mondiali 2006                                                   | -                                                                     |                                                                       |
| 8-10-2005                                                             | Bruxelles                                                             | Belgio                                                                | 0 – 2                                                                 | Spagna                                                                | Qual. Mondiali 2006                                                   | -                                                                     | 25’                                                                   |
| 12-11-2005                                                            | Madrid                                                                | Spagna                                                                | 5 – 1                                                                 | Slovacchia                                                            | Qual. Mondiali 2006                                                   | -                                                                     |                                                                       |
| 16-11-2005                                                            | Bratislava                                                            | Slovacchia                                                            | 1 – 1                                                                 | Spagna                                                                | Qual. Mondiali 2006                                                   | -                                                                     |                                                                       |
| 1-3-2006                                                              | Valladolid                                                            | Spagna                                                                | 3 – 2                                                                 | Costa d'Avorio                                                        | Amichevole                                                            | -                                                                     | 46’                                                                   |
| 7-6-2006                                                              | Ginevra                                                               | Spagna                                                                | 2 – 1                                                                 | Croazia                                                               | Amichevole                                                            | -                                                                     | 46’                                                                   |
| 23-6-2006                                                             | Kaiserslautern                                                        | Arabia Saudita                                                        | 0 – 1                                                                 | Spagna                                                                | Mondiali 2006 - 1º turno                                              | -                                                                     |                                                                       |
| 15-8-2006                                                             | Reykjavík                                                             | Islanda                                                               | 0 – 0                                                                 | Spagna                                                                | Amichevole                                                            | -                                                                     | 71’                                                                   |
| 6-9-2006                                                              | Belfast                                                               | Irlanda del Nord                                                      | 3 – 2                                                                 | Spagna                                                                | Qual. Euro 2008                                                       | -                                                                     | 46’                                                                   |
| Totale                                                                |                                                                       | Presenze                                                              | 53                                                                    |                                                                       | Reti                                                                  | 0                                                                     |                                                                       |

## Palmarès

### Club

#### Competizioni nazionali
- Campionato spagnolo: 4

Real Madrid: 2000-2001, 2002-2003, 2006-2007, 2007-2008
- Supercoppa di Spagna: 3

Real Madrid: 2001, 2003, 2008

#### Competizioni internazionali
- UEFA Champions League: 2

Real Madrid: 1999-2000, 2001-2002
- Supercoppa UEFA: 1

Real Madrid: 2002
- Coppa Intercontinentale: 1

Real Madrid: 2002

### Nazionale
- Campionato europeo di calcio Under-21: 1

1998